# Llista de minerals (lletra B)
Aquesta llista de minerals inclou els minerals que comencen amb la lletra B dels 6.174 minerals reconeguts per l'Associació Mineralògica Internacional (IMA, en anglès) fins el mes de agost 2025.
Es poden consultar tots els minerals ordenats de manera alfabètica en una llista simplificada o bé amb informació ampliada en els següents enllaços:
- A • B • C • D • E • F • G • H • I • J • K • L • M • N • O • P • Q • R • S • T • U • V • W • X • Y • Z

A la llista s'hi troben els diferents minerals classificats alfabèticament amb l'any de publicació (si es va publicar abans de l'aprovació per part de l'IMA), tot seguit de l'any d'aprovació per part de l'IMA i el codi del mineral segons la classificació de Nickel-Strunz. Per a cada mineral s'hi afegeixen fins a tres enllaços externs: a mindat.org, a webmineral.com i al Handbook of Mineralogy (Mineralogical Society of America).
Les abreviatures que es fan servir a la llista són les següents:
- "p.e." – procediment especial.
- Q ó "?" – qüestionable/dubtós (per l'IMA/CNMNC, mindat.org o mineralienatlas.de).
- N – publicat sense l'aprovació de l'IMA/CNMNC o sense l'aprovació de l'IMA però amb certa acceptació en la comunitat científica actualment.
- Rd ó red. – redefinició de...
- A: 1NNN – any de publicació.
- A: antic – conegut molt abans que hi haguessin publicacions.

## B

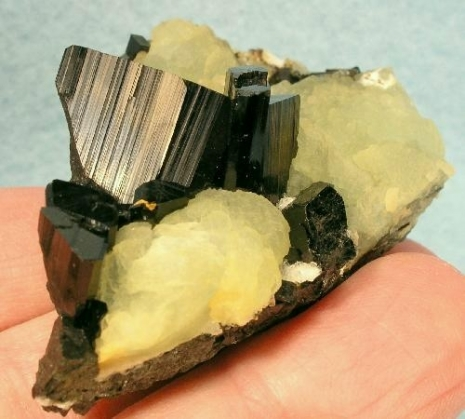
Babingtonita en prehnita, Massachusetts EUA. Mides: 5,3 × 3,6 × 2,4 cm.

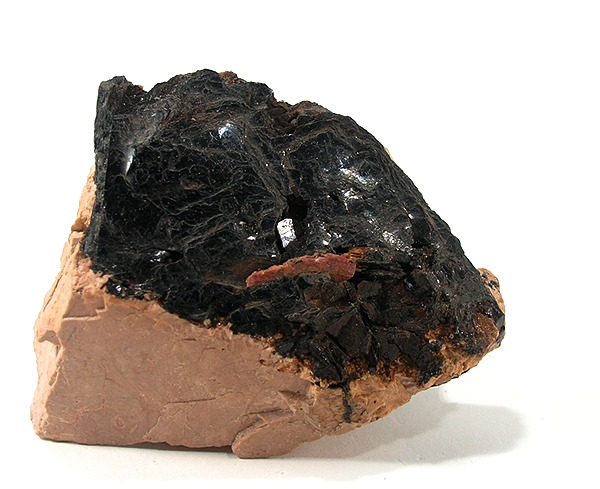
Bannisterita en matriu de feldespat, Broken Hill, Gal·les. Mides: 9,7 × 5,2 × 4,5 cm.

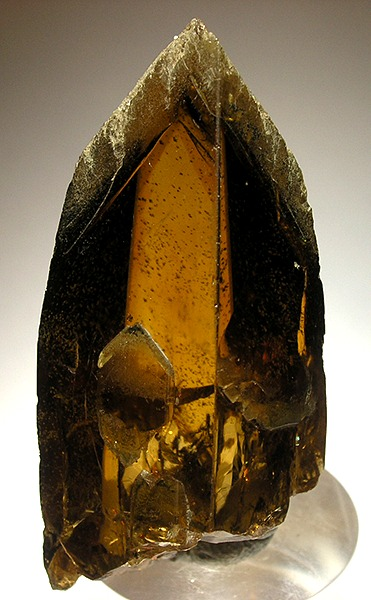
Barita, Elk Creek, Dakota del Sud, EUA.

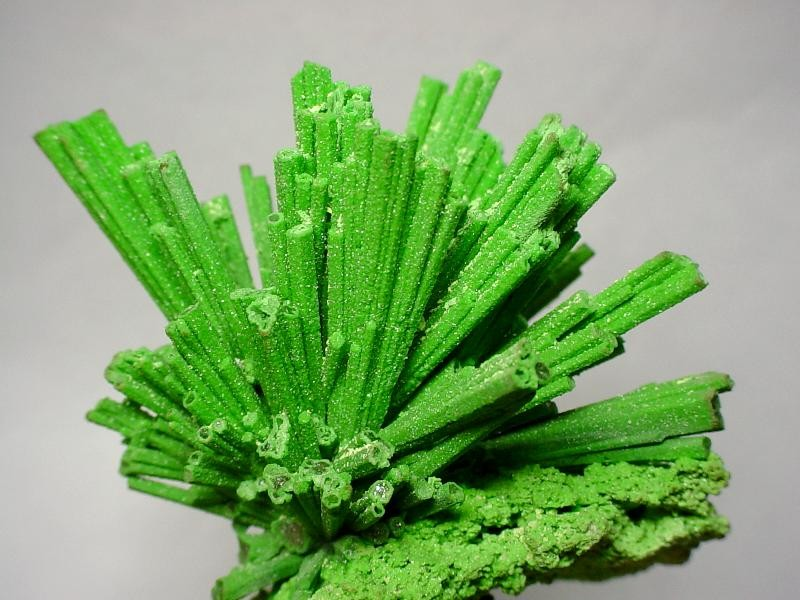
Bayldonita, Tsumeb, Namíbia

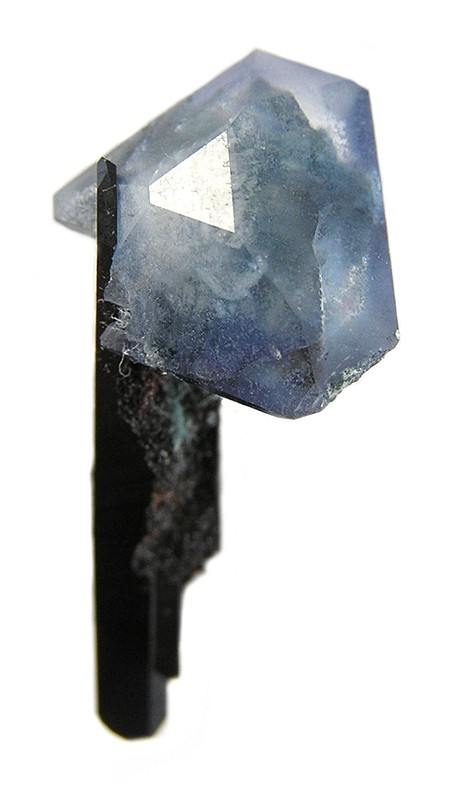
Benitoïta on Neptunita, San Benito, Califòrnia, EUA. Mides: 2,9 x 1,4 x 1,0 cm.

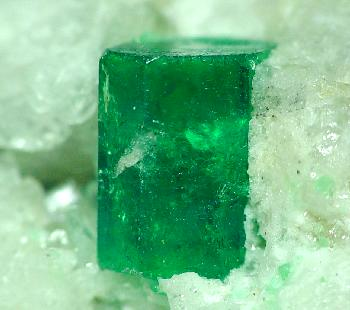
Beril, varietat maragda, Muzo, Colòmbia

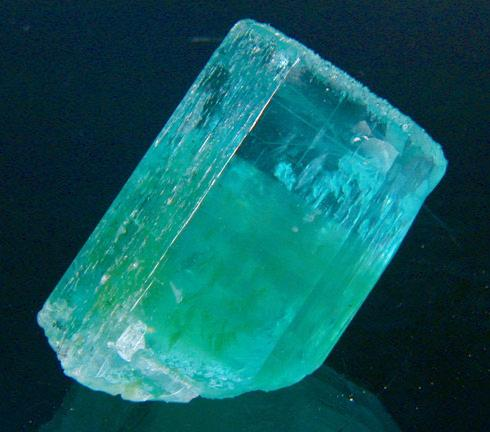
Beril, varietat aiguamarina, sobrecreixent en un nucli d'heliodorita, mides: 8,2 × 5 × 4,9 cm, Gilgit–Baltistan, Pakistan

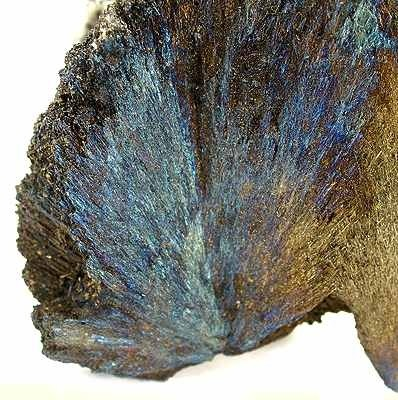
Berthierita, Mina Herja, Baia Mare (Nagybánya) (Romania). Mides: 9,0 x 7,2 x 6,0 cm.

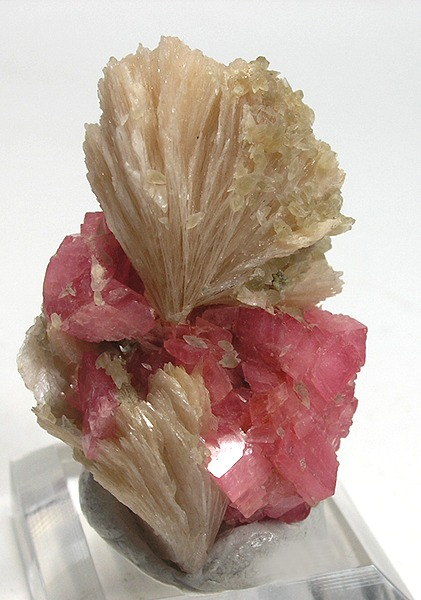
Bertrandita i rodocrosita, Massís de Kounrad, Balqash, Zhezqazghan Oblysy, Kazakhstan. Mides: 4,7 × 2,7 × 2,6 cm.

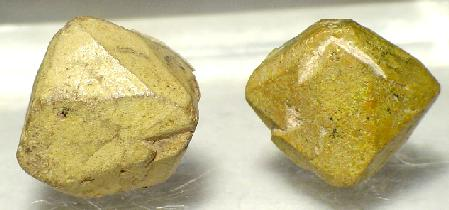
Cristalls de betafita, 13 × 13 × 7 mm (el més gros), Vakinankaratra, Antananarivo, Madagascar.

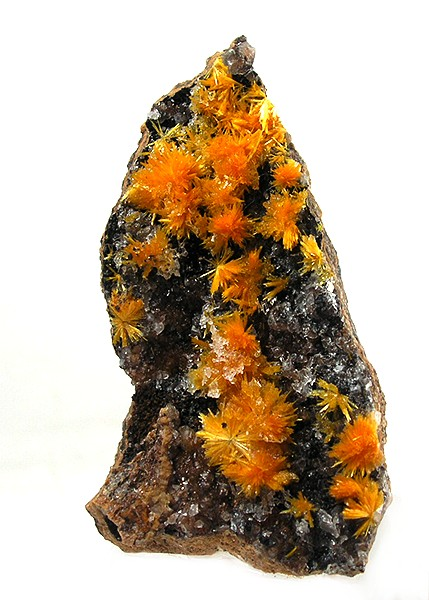
Boltwoodita, 5,2 × 3 × 2 cm, Goanikontes, Swakopmund, Erongo, Namíbia.

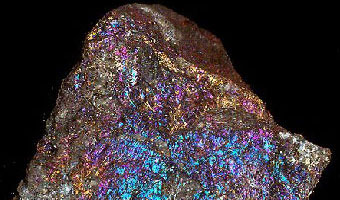
Bornita, Malužiná, Nízke Tatry, Eslovàquia.

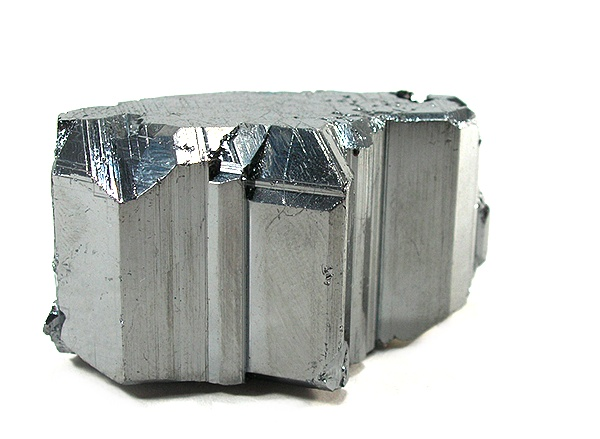
Bournonita, 3,2 × 2,5 × 2,1 cm, Mina Yaogangxian, Yizhang, Hunan, Xina.

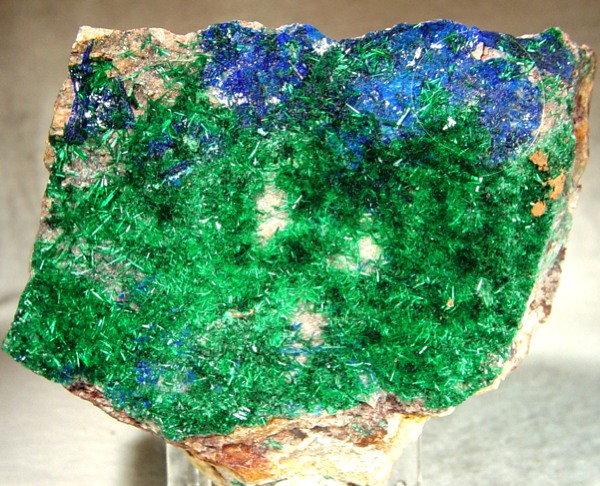
Brochantita i linarita, 8 × 8 × 2,5 cm, Mujuram, Marroc

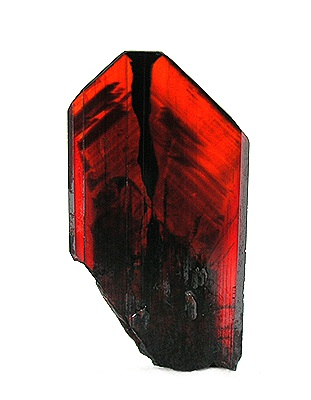
Brookita, 2,3 × 1,3 × 0,1 cm, Taftan, Balutxistan, Pakistan.

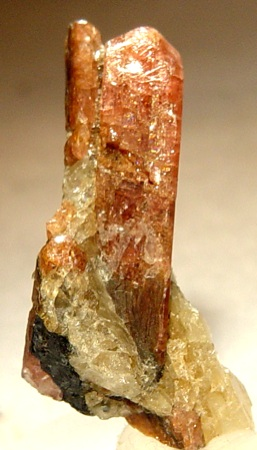
Bustamita, 4 × 2.2 × 1.1 cm, Broken Hill, Nova Gal·les del Sud, Austràlia.

1. Babanekita (2012-007) 08.??
2. Babeffita (1966-003) 08.BA.15
3. Babingtonita (A: 1824) 09.DK.05
4. Babkinita (1994-030) 02.GC.40e
5. Babunaïta-(Nd) (2025-032)
6. Bacaferrita (2023-109)
7. Backita (2013-113) ??
8. Badakhxanita-(Y) (2018-085)
9. Badalovita (2016-053)
10. Baddeleyita (A: 1893) 04.DE.35
11. Badengzhuïta (2019-076)
12. Bafertisita (A: 1959) 09.BE.55
13. Baghdadita (1982-075) 09.BE.17
14. Bahariyaïta (2020-022)
15. Bahianita (1974-027) 04.DC.05
16. Baiamareïta (2023-044)
17. Baileyclor (1986-056) 09.EC.55
18. Bainbridgeïta-(NdCe) (2023-018)
19. Bainbridgeïta-(YCe) (2020-065)
20. Bairdita (2012-061) 04.??
21. Bajenovita (1986-053) 02.FD.50
22. Bakakinita (2022-046)
23. Bakhchisaraitsevita (1999-005) 08.CH.50
24. Baksanita (1992-042) 02.DC.05
25. Balangeroïta (1982-002) 09.DH.35
26. Balcanita (1971-009) 02.BD.15
27. Balestraïta (2013-080) 09.??
28. Balićžunićita (2012-098) 07.??
29. BalifolitaN (A: 1975) 09.DB.05
30. Balliranoïta (2008-065) 09.FB.05
31. Balyakinita (1980-001) 04.JK.15
32. Bambollaïta (1965-014) 02.EB.05b
33. Bamfordita (1996-059) 04.FK.05
34. Banalsita (A: 1944) 09.FA.60
35. Bandylita (A: 1938) 06.AC.35
36. Bannermanita (1980-010) 04.HF.05
37. Bannisterita (1967-005) 09.EG.75
38. Baotita (1962 p.e.) 09.CE.15
39. Barahonaïta-(Al) (2006-051) 08.CH.60
40. Barahonaïta-(Fe) (2006-052) 08.CH.60
41. Bararita (A: 1951) 03.CH.10
42. Baratovita (1974-055) 09.CJ.25
43. Barberiïta (1993-008) 03.CA.10
44. Barbosalita (A: 1954) 08.BB.40
45. Barentsita (1982-101) 05.BB.05
46. Bariandita (1970-043) 04.HE.20
47. Baričita (1975-027) 08.CE.40
48. Barikaïta (2012-055) 02.??
49. Barilita (A: 1876) 09.BB.15
50. Bariofarmacoalumita (2010-041) 08.DK.12
51. Bariofarmacosiderita (A: 1966, 1994 p.e. Rd) 08.DK.10
52. Barioferrita (2009-030) 04.CC.45
53. Bariolakargiïta (2025-009)
54. Barioolgita (2003-002) 08.AC.40
55. Barioortojoaquinita (1979-081) 09.CE.25
56. Barioperovskita (2006-040) 04.CC.30
57. Bariosincosita (1998-047) 08.CJ.65
58. Barisilita (A: 1888) 09.BC.20
59. Barita (A: 1797, 1971 p.e.) 07.AD.35
60. Baritocalcita (A: 1824) 05.AB.45
61. Baritolamprofil·lita (A: 1965, 1968 p.e.) 09.BE.25
62. Barkovita (2024-095)
63. Barlowita (2010-020) 03.DA.15
64. Barnesita (A: 1963, 1967 p.e.) 04.HG.45
65. Barquillita (1996-050) 02.KA.10
66. Barrerita (1974-017) 09.GE.15
67. Barringerita (1968-037) 01.BD.10
68. BarringtonitaN (A: 1965) 05.CA.15
69. Barroisita (A: 1922, 2012 p.e. Rd) 09.DE.20
70. Barronita (2024-053)
71. Barrotita (2011-063a) 07.??
72. Barrydawsonita-(Y) (2014-042)
73. Barstowita (1989-057) 03.DC.95
74. Bartelkeïta (1979-029) 09.J0.10
75. Bartonita (1977-039) 02.FC.10
76. Barwoodita (2017-046)
77. Bassanita (A: 1910) 07.CD.45
78. Bassetita (A: 1915) 08.EB.10
79. Bassoïta (2011-028) 04.??
80. Bastnäsita-(Ce) (A: 1841, 1987 p.e.) 05.BD.20a
81. Bastnäsita-(La) (1966 p.e.) 05.BD.20a
82. Bastnäsita-(Nd) (2011-062) 05.BD.20a
83. Bastnäsita-(Y) (A: 1970, 1987 p.e.) 05.BD.20a
84. Batagayita (2017-002)
85. Batievaïta-(Y) (2015-016)
86. Batiferrita (1997-038) 04.CC.45
87. Batisita (1962 p.e.) 09.DH.20
88. Batisivita (2006-054) 09.BE.95
89. Batoniïta (2023-008)
90. Baumhauerita (A: 1902) 02.HC.05b
91. Baumoïta (2017-054)
92. Baumstarkita (1999-049) 02.HA.25
93. Bauranoïta (1971-052) 04.GB.20
94. Bavenita (A: 1901, 1962 p.e.) 09.DF.25
95. Bavsiïta (2014-019) 09.??
96. Bayanoboïta-(Y) (2023-084)
97. Bayerita (A: 1928) 04.FE.10
98. Bayldonita (A: 1865) 08.BH.45
99. Bayleyita (A: 1951) 05.ED.05
100. Baylissita (1975-024) 05.CB.45
101. Bazirita (1976-053) 09.CA.05
102. Bazzita (A: 1915) 09.CJ.05
103. Bearsita (A: 1962, 1967 p.e.) 08.DA.05
104. Bearthita (1986-050) 08.BG.05
105. Beaverita-(Cu) (A: 1911, 1987 p.e., IMA 2007-D Rd) 07.BC.10
106. Beaverita-(Zn) (2010-086) 07.BC.10
107. Bechererita (1994-005) 07.DD.55
108. Beckettita (2015-001)
109. Becquerelita (A: 1922) 04.GB.10
110. Bederita (1998-007) 08.CF.05
111. Beershevaïta (2020-095a)
112. Behierita (A: 1961, 1967 p.e.) 06.AC.15
113. Behoïta (1969-031) 04.FA.05a
114. Běhounekita (2010-046) 07.??
115. Beidel·lita (A: 1925) 09.EC.40
116. Belakovskiïta (2013-075) 07.??
117. Belendorffita (1989-024) 01.AD.10
118. BeliankinitaQ (A: 1950) 04.FM.25
119. Belkovita (1989-053) 09.BE.75
120. Bellbergita (1990-057) 09.GD.20
121. Bellidoïta (1970-050) 02.BA.20
122. Bel·lingerita (A: 1940) 04.KC.05
123. Belloïta (1998-054) 03.DA.10b
124. Belmonteïta (2024-040)
125. Belogubita (2018-005)
126. Belomarinaïta (2017-069a)
127. Belousovita (2016-047)
128. Belovita-(Ce) (A: 1954) 08.BN.05
129. Belovita-(La) (1995-023) 08.BN.05
130. Bementita (A: 1888, 1963 p.e. Rd) 09.EE.05
131. Benauita (1995-001) 08.BL.10
132. Benavidesita (1980-073) 02.HB.15
133. Bendadaïta (1998-053a) 08.DC.15
134. Benitoïta (A: 1907) 09.CA.05
135. Benjaminita (A: 1925, 1975-003a Rd) 02.JA.05e
136. Benleonardita (1985-043) 02.LA.50
137. Bennesherita (2019-068)
138. Benstonita (A: 1961, 1967 p.e.) 05.AB.55
139. Bentorita (1979-042) 07.DG.15
140. Benyacarita (1995-002) 08.DH.35
141. Beraunita (A: 1841) 08.DC.27
142. Berborita (1967-004) 06.AB.10
143. Berdesinskiïta (1980-036) 04.CB.30
144. Berezanskita (1996-041) 09.CM.05
145. Bergenita (A: 1959) 08.EC.40
146. Bergslagita (1983-021) 08.BA.10
147. Beril (A: old) 09.CJ.05
148. Beril·lita (A: 1954) 09.AE.05
149. Beril·lonita (A: 1888) 08.AA.10
150. Berlinita (A: 1868) 08.AA.05
151. Bermanita (A: 1936) 08.DC.20
152. Bernalita (1991-032) 04.FC.05
153. Bernardevansita (2022-057)
154. Bernardita (1987-052) 02.HD.50
155. Bernarlottiïta (2013-133) 02.??
156. Berndlehmannita (2024-005)
157. Berndtita (A: 1966, 1968 p.e.) 02.EA.20
158. Berryita (1965-013) 02.HB.20d
159. Berthierina (A: 1832) 09.ED.15
160. Berthierita (A: 1827) 02.HA.20
161. Bertossaïta (1965-038) 08.BH.25
162. Bertrandita (A: 1878) 09.BD.05
163. Berzelianita (A: 1832) 02.BA.20
164. Berzeliïta (A: 1840) 08.AC.25
165. Beshtauïta (2012-051) 07.??
166. Betalomonosovita
167. Betekhtinita (A: 1955) 02.BE.05
168. Betpakdalita-CaCa (A: 1961, 1967 p.e. Rd) 08.DM.15
169. Betpakdalita-CaMg (2011-034) 08.DM.15
170. Betpakdalita-FeFe (2017-011)
171. Betpakdalita-NaCa (1971-057) 08.DM.15
172. Betpakdalita-NaNa (2011-078) 08.DM.15
173. Bettertonita (2014-074)
174. Betzita (2021-037)
175. Beudantita (A: 1826, 1987 p.e. Rd) 08.BL.05
176. Beusita (1968-012) 08.AB.20
177. Beusita-(Ca) (2017-051)
178. Beyerita (A: 1943) 05.BE.35
179. Bezsmertnovita (1979-014) 02.BA.80
180. Biachellaïta (2007-044) 08.FB.05
181. Biagioniïta (2019-120)
182. Bianchiniïta (2019-022)
183. Bianchita (A: 1930) 07.CB.25
184. Bicapita (2018-048)
185. Bicchulita (1973-006) 09.FB.10
186. Bideauxita (1969-038) 03.DB.25
187. Bieberita (A: 1845) 07.CB.35
188. Biehlita (1999-019a) 04.DB.60
189. Bifosfamita (A: 1870) 08.AD.15
190. Bigcreekita (1999-015) 09.DF.30
191. Bijvoetita-(Y) (1981-035) 05.EB.20
192. Bikitaïta (A: 1957, 1997 p.e.) 09.GD.55
193. Bilibinskita (1977-024) 02.BA.80
194. Bilinita (A: 1914) 07.CB.85
195. Bil·lietita (A: 1947) 04.GB.10
196. Bil·lingsleyita (1967-012) 02.KB.05
197. Billwiseïta (2010-053) 04.??
198. Bimbowrieïta (2020-006)
199. BindheimitaQ (A: 1868, 2010 p.e., 2013 p.e.) 04.DH.20
200. Biraïta-(Ce) (2003-037) 09.BE.90
201. Biraïta-(La) (2020-020)
202. Birchita (2006-048) 08.DB.70
203. Biringuccita (A: 1961, 1967 p.e.) 06.EC.05
204. Birnessita (A: 1956) 04.FL.45
205. BirunitaQ (A: 1957) 07.??
206. Bischofita (A: 1877) 03.BB.15
207. Bismita (A: 1868) 04.CB.60
208. Bismoclita (A: 1935) 03.DC.25
209. Bismut natiu (A: 1546) 01.CA.05
210. Bismutinita (A: 1832) 02.DB.05
211. Bismutita (A: 1841) 05.BE.25
212. Bismutocolumbita (1991-003) 04.DE.30
213. Bismutostibiconita (A: 1983, 2010 p.e., 2013 p.e.)
214. Bismutoferrita (A: 1871) 09.ED.25
215. Bismutohauchecornita (IMA 1978-F) 02.BB.10
216. Bismutotantalita (A: 1929) 04.DE.30
217. Bitikleïta (2009-052) 04.??
218. Bityita (A: 1908, 1998 p.e.) 09.EC.35
219. Bixbyita (A: 1897) 04.CB.10
220. Bjarebyita (1972-022) 08.BH.20
221. BlakeïtaQ (A: 1941) 04.JM.10
222. Blatonita (1997-025) 05.EB.10
223. Blatterita (1984-038) 06.AB.40
224. Bleasdaleïta (1998-003a) 08.DK.25
225. Blixita (1962 p.e.) 03.DC.50
226. Blödita (A: 1821, 1982 p.e.) 07.CC.50
227. Blossita (1986-002) 08.FA.05
228. Bluebellita (2013-121) 04.??
229. Bluelizardita (2013-062) 07.??
230. Blueridgeïta (2024-071)
231. Bluestreakita (2014–047)
232. Bobcookita (2014-030) 07.??
233. Bobdownsita (2008-037) 08.AC.45
234. Bobfergusonita (1984-072a) 08.AC.15
235. Bobfinchita (2020-082)
236. Bobierrita (A: 1868) 08.CE.35
237. Bobjonesita (2000-045) 07.DB.25
238. Bobkingita (2000-029) 03.DA.50
239. Bobmeyerita (2012-019) 09.C?
240. Bobshannonita (2014-052)
241. Bobtraillita (2001-041) 09.CA.30
242. Bodieïta (2017-117)
243. Boevskita (2024-041)
244. Bogdanovita (1978-019) 02.BA.80
245. Bøggildita (A: 1951) 03.CG.20
246. Boggsita (1989-009) 09.GC.30
247. Bøgvadita (1987-029) 03.CF.15
248. Bohdanowiczita (A: 1967, IMA 1978-C) 02.JA.20
249. Böhmita (A: 1927) 04.FE.15
250. Bohseïta (2010-026) 09.D?
251. Bohuslavita (2018-074a)
252. Bojarita (2020-037)
253. Bokita (A: 1963, 1967 p.e.) 04.HE.20
254. Boleïta (A: 1891) 03.DB.15
255. BolivaritaQ[n. 1] (A: 1921) 08.DF.10
256. Bolotinaïta (2021-088)
257. Boltwoodita (A: 1956) 09.AK.15
258. Bonaccordita (1974-019) 06.AB.30
259. Bonacinaïta (2018-056)
260. Bonattita (A: 1957) 07.CB.10
261. Bonazziïta (2013-141) 02.??
262. Bonshtedtita (1981-026a) 05.BF.10
263. Boojumita (2022-028)
264. Boothita (A: 1903) 07.CB.35
265. Boracita (A: 1789) 06.GA.05
266. Boralsilita (1996-029) 09.BD.30
267. Bòrax (A: old) 06.DA.10
268. Borcarita (A: 1965, 1968 p.e.) 06.DA.40
269. Borisenkoïta (2015-113)
270. Borishanskiïta (1974-010) 02.AC.45c
271. Bornemanita (1973-053) 09.BE.50
272. Bornhardtita (A: 1955) 02.DA.05
273. Bornita (A: 1725, 1962 p.e.) 02.BA.15
274. Borocookeïta (2000-013) 09.EC.55
275. Borodaevita (1991-037) 02.JA.05g
276. Boromullita (2007-021) 09.AF.23
277. Boromuscovita (1989-027) 09.EC.15
278. Borovskita (1972-032) 02.LA.60
279. Bortnikovita (2006-027) 01.AG.65
280. Bortolanita (2021-040a)
281. Borzęckiïta (2018-146a)
282. Boscardinita (2010-079) 02.??
283. Bosiïta (2014-094)
284. Bosoïta (2014-023) 10.??
285. Bostwickita (1982-073) 09.HC.10
286. Botallackita (A: 1865) 03.DA.10b
287. Botriògen (A: 1815) 07.DC.25
288. Bottinoïta (1991-029) 04.FH.05
289. Botuobinskita (2018-143a)
290. Bouazzerita (2005-042) 08.DH.60
291. Boulangerita (A: 1837) 02.HC.15
292. Bounahasita (2021-114)
293. Bournonita (A: 1805) 02.GA.50
294. Bouškaïta (2018-055a)
295. Boussingaultita (A: 1864) 07.CC.60
296. Bowieïta (1980-022) 02.DB.15
297. Bowlesita (2019-079)
298. Boyleïta (1977-026) 07.CB.15
299. Bracewel·lita (1967-035) 04.FD.10
300. Brackebuschita (A: 1880) 08.BG.05
301. Braccoïta (2013-093) 09.??
302. Bradaczekita (2000-002) 08.AC.10
303. Bradleyita (A: 1941) 05.BF.10
304. Braggita (A: 1932) 02.CC.35a
305. Braithwaiteïta (2006-050) 08.DB.75
306. Braitschita-(Ce) (1967-029) 06.H0.10
307. Brammallita group (A: 1944) 09.EC.25
308. Brandãoïta (2016-071a)
309. Brandholzita (1998-017) 04.FH.05
310. Brandtita (A: 1888) 08.CG.10
311. Brannerita (A: 1920, 1967 p.e.) 04.DH.05
312. Brannockita (1972-029) 09.CM.05
313. Brasilianita (A: 1945) 08.BK.05
314. Brassita (1973-047) 08.CE.15
315. Brattforsita (2019-127)
316. Braunerita (2015-123)
317. Braunita (A: 1828) 09.AG.05
318. Bredigita (A: 1948) 09.AD.20
319. Breithauptita (A: 1845) 02.CC.05
320. Brendelita (1997-001) 08.BM.15
321. Brenkita (1977-036) 05.BC.05
322. Brewsterita-Ba (A: 1993, 1997 p.e.) 09.GE.20
323. Brewsterita-Sr (A: 1822, 1997 p.e.) 09.GE.20
324. Breyita (2018-062)
325. Brezinaïta (1969-004) 02.DA.15
326. Brianita (1966-030) 08.AC.30
327. Brianroulstonita (1996-009) 06.EC.35
328. Brianyoungita (1991-053) 05.BF.30
329. Briartita (1965-018) 02.KA.10
330. Bridgesita-(Ce) (2019-034)
331. Bridgmanita (2014-017) 09.??
332. Brindleyita (1975-009a) 09.ED.15
333. Brinrobertsita (1997-040) 09.EC.60
334. Britholita-(Ce) (A: 1901, 1987 p.e.) 09.AH.25
335. Britholita-(Y) (A: 1938, 1966 p.e.) 09.AH.25
336. Britvinita (2006-031) 09.EG.70
337. Brizziïta (1993-044) 04.CB.05
338. Brochantita (A: 1824, 1980 p.e.) 07.BB.25
339. Brockita (A: 1962, 1967 p.e.) 08.CJ.45
340. Brodtkorbita (1999-023) 02.BD.55
341. Bromargirita (A: 1849, 1962 p.e.) 03.AA.15
342. Bromellita (A: 1925) 04.AB.20
343. Brontesita (2008-039) 03.??
344. Brookita (A: 1825) 04.DD.10
345. Browneïta (2012-008) 02.??
346. Brownleeïta (2008-011) 01.??
347. Brownmil·lerita (1963-017) 04.AC.10
348. Brucita (A: 1814) 04.FE.05
349. Brüggenita (1970-040) 04.KC.10
350. Brugnatel·litaQ (A: 1909) 05.DA.45
351. Brumadoïta (2008-028) 07.??
352. Brunogeierita (1972-004 Rd) 04.BB.05
353. Brunovskyita (2024-089)
354. Brushita (A: 1865) 08.CJ.50
355. Brusnitsynita (2025-010)
356. Bubnovaïta (2014-108)
357. Buchwaldita (1975-041) 08.AD.25
358. Buckhornita (1988-022) 02.HB.20b
359. Buddingtonita (1963-001) 09.FA.30
360. Bukovita (1970-029) 02.BD.30
361. Bukovskýita (1967-022) 08.DB.40
362. Bulachita (1982-081) 08.DE.15
363. Bulgakita (2014-041)
364. Bultfonteinita (A: 1932) 09.AG.80
365. Bunnoïta (2014-054)
366. Bunsenita (A: 1868) 04.AB.25
367. Burangaïta (1976-013) 08.DK.15
368. Burbankita (A: 1953) 05.AC.30
369. Burckhardtita (1976-052) 09.EC.70
370. Burgessita (2007-055) 08.CB.60
371. Buriatita (2000-021) 07.DG.15
372. Burkeïta (A: 1921) 07.BD.25
373. Burnettita (2013-054) 09.??
374. Burnsita (2000-050) 04.JG.35
375. Burovaïta-Ca (2008-001) 09.CE.30c
376. Burpalita (1988-036) 09.BE.17
377. Burroïta (2016-079)
378. Burtita (1980-078) 04.FC.10
379. Buseckita (2011-070) 02.CB.45
380. Buserita[n. 2] (1970-024) 04.FL.35
381. Bushmakinita (2001-031) 08.BG.05
382. Bussenita (2000-035) 09.BE.65
383. Bussyita-(Ce) (2007-039) 09.EA.80
384. Bussyita-(Y) (2014-060)
385. Bustamita (A: 1826) 09.DG.05
386. Butianita (2016-028)
387. Butlerita (A: 1928) 07.DC.10
388. Bütschliïta (A: 1947) 05.AC.15
389. Buttgenbachita (A: 1925) 03.DA.25
390. Buynita (2023-049)
391. Byelorussita-(Ce) (1988-042) 09.CE.25
392. Bykovaïta (2003-044) 09.BE.55
393. Bystrita (1990-008) 09.FB.05
394. Byströmita (A: 1952) 04.DB.10
395. Bytizita (2016-044)
396. Byzantievita (2009-001) 09.??